# Wladislaus van Glogau
Wladislaus van Glogau (1420 - 14 februari 1460) was hertog van Teschen van 1431 tot 1452.
Hij was een zoon van hertog Bolesław I van Teschen en Euphemia van Mazovië. Na de dood van zijn vader in 1431, bestuurde Wladislaus samen met zijn broers en zijn moeder het hertogdom. Na de deling van de bezittingen van zijn vader in 1442, regeerde hij over de helft van Głogów. Wladislaus steunde de Boheemse koning George van Podiebrad en vocht met hem nabij Wrocław. Hij werd zwaargewond bij het beleg van deze stad en stierf aan de gevolgen van zijn verwondingen. Alhoewel hij formeel ook hertog van Teschen was, concentreerde hij zijn activiteiten vooral op Glogau.
Hij huwde in 1444 met Margaretha van Cilly (-1480), weduwe van Herman I van Montfort, en dochter van Herman II van Celje. Het paar had geen kinderen. Zijn weduwe volgde hem op.